# Pentarquia
La Pentarquia (del grec Πενταρχία, Pentarchía, de πέντε pénte, "cinc", i ἄρχειν archein, "governar") és un model d'organització eclesiàstica formulat en les lleis de l'emperador Justinià I (527-565). En aquest model, l'Església cristiana està governada pels caps (patriarques) de les cinc seus episcopals principals de l'Imperi romà: Roma, Constantinoble, Alexandria, Antioquia i Jerusalem.

## Història

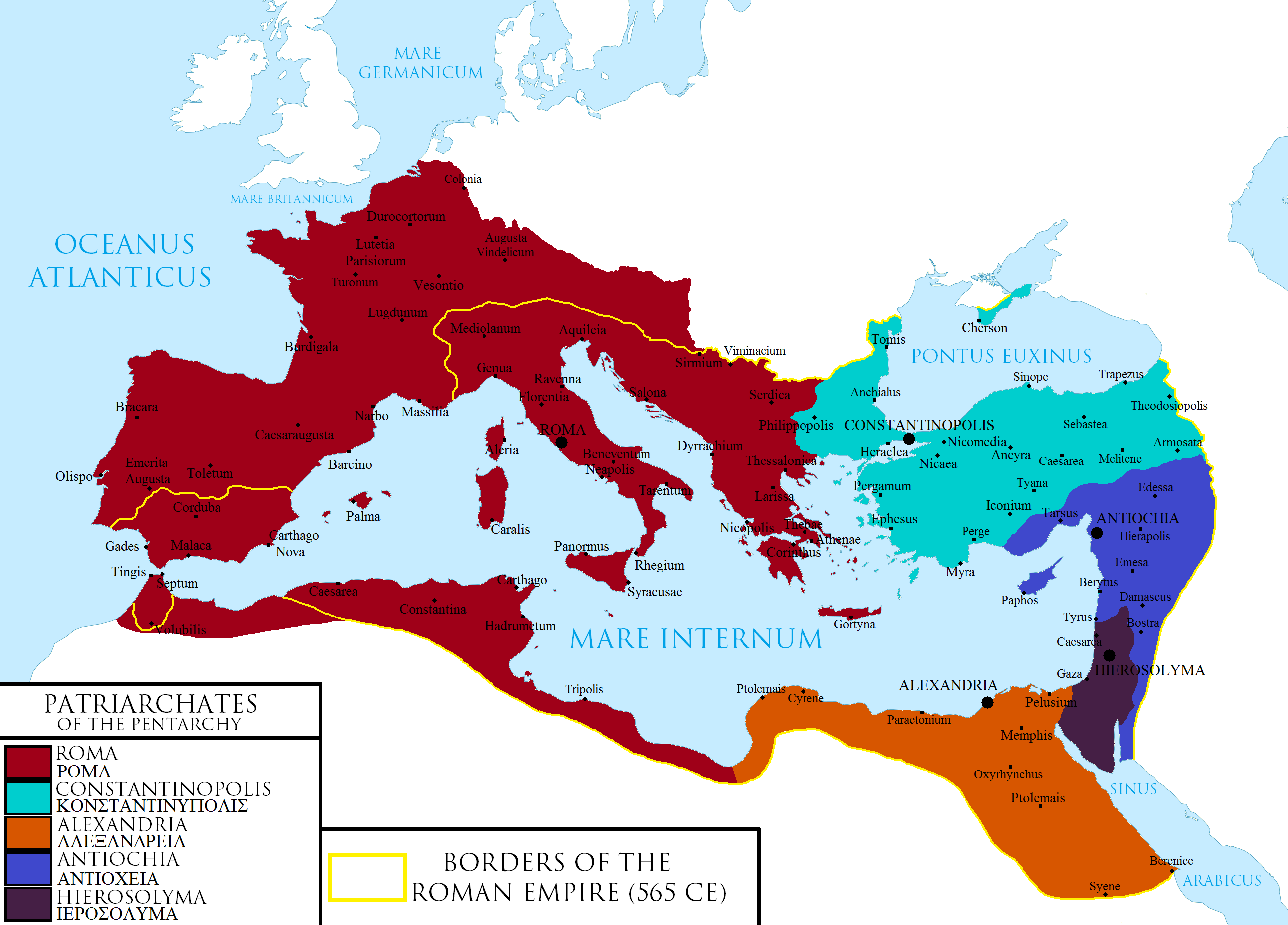
Pentarquia l'any 565 dC.

Aristòtil ja fa servir el terme, però amb un altre significat, a la seva Política. Segles després, durant l'etapa cristiana, afecta a.
- L'Església de Jerusalem: fundada pels apòstols a Pentecosta. Actualment, el Patriarca Ortodox de Jerusalem és considerat successor de Sant Jaume el Just (germà de Jesús), i és el cap de l'Església Ortodoxa autocèfala de Jerusalem.
- L'Església d'Antioquia: fundada per gentils i jueus no sectaris que van fugir de la persecució per causa d'Esteve (no pels apòstols). Actualment, el Patriarca d'Antioquia, actualment amb seu a Damasc, és considerat successor de Sant Pere Apòstol i Sant Pau apòstol. L'antiga Antioquia de l'Orontes s'anomena actualment Antioquia, Turquia.
- L'Església d'Alexandria: fundada per jueus que van fugir de la persecució per causa d'Esteve. Actualment, el Patriarca d'Alexandria és considerat successor de Sant Marc Evangelista, i és el cap de l'Església Ortodoxa Copta.
- L'Església de Roma. Actualment, el Papa de Roma és considerat successor de Sant Pere Apòstol i és el cap de l'Església Catòlica Romana.
- L'Església de Constantinoble. Actualment, el Patriarca de Constantinoble és considerat successor de Sant Andreu apòstol i és el cap de l'Església Ortodoxa de Constantinoble. L'antiga Constantinoble s'anomena actualment Istanbul, Turquia.

No totes aquestes cinc Esglésies, d'orígens diversos, van prendre part en els set primers concilis ecumènics: Constaninoble no va participar en el Primer Concili de Nicea (325) i Roma en el Primer Concili de Constantinoble (381).
En 607, el bisbe de Roma, Bonifaci III, va rebre de Flavi Focas, emperador d'Orient, el títol de Bisbe Universal, títol que va ser rebutjat pels altres patriarcats i contestat per Ciríac II de Constantinoble. Hi va haver diversos esforços per tornar a unir les esglésies, però la negativa del bisbe romà de rebutjar la posició de direcció donada per Focas, va impedir aquesta reunió.
Finalment, el 1054 es va segellar la ruptura definitiva de la Pentarquia original.

### Ocàs
Després de les conquestes àrabs del segle vii i la pèrdua per l'Imperi Romà d'Orient del corredor Roma-Ravenna, només va quedar el patriarcat de Constantinoble assegurat a la capital de l'Imperi Romà; el bisbe de Roma era independent; Jerusalem i Alexandria estaven sota el domini musulmà i Antioquia estava en la línia de frontera disputada durant segles entre Bizanci i els califes musulmans.
Durant l'edat mitjana el centre de gravetat de la cristiandat s'havia traslladat cap al nord i la majoria dels cristians d'Egipte i Síria, països governats pels musulmans, eren Esglésies ortodoxes orientals que no reconeixien l'autoritat de Roma ni la de Constantinoble. Tots aquests canvis històrics i polítics van fer que la idea original de cinc grans centres que cooperessin per administrar tota l'Església cristiana s'anés allunyant de les possibilitats reals.